# Línea 681 (Interurbanos Madrid)
La línea 681 de la red de autobuses interurbanos de Madrid une el intercambiador de Moncloa (Madrid) con Alpedrete.

## Características
Esta línea une la capital con Alpedrete, en un trayecto de 50 minutos de duración entre cabeceras. Desde el 1 de septiembre de 2017, dispone de dos expediciones directas desde la periferia hacia Moncloa, sin paso por Collado Villalba. Además, ha sido reforzadas varias ocasiones, en los años 2016 y 2024.
Circula por el carril Bus-VAO de la A-6 mientras esté abierto.
La línea mantiene los mismos horarios todo el año (exceptuando las vísperas de festivo y festivos de Navidad).
Está operada por Avanza Movilidad Integral mediante la concesión administrativa VCM-604 - Madrid – Cercedilla – Hoyo de Manzanares (Viajeros Comunidad de Madrid) del Consorcio Regional de Transportes de Madrid.

## Horarios
| Lunes a viernes laborables                                                                                              |                              |                              |                              |                              |                              |                              |                              |                              |                              |                              |                              |                              |                              |                              |                              |                              |                              |                              |                              |                              |                              |                              |                              |                              |                              |                              |                              |                              |                              |                              |                              |                              |                              |                              |                              |                              |
| Madrid (Moncloa) > Alpedrete                                                                                            | Madrid (Moncloa) > Alpedrete | Madrid (Moncloa) > Alpedrete | Madrid (Moncloa) > Alpedrete | Madrid (Moncloa) > Alpedrete | Madrid (Moncloa) > Alpedrete | Madrid (Moncloa) > Alpedrete | Madrid (Moncloa) > Alpedrete | Madrid (Moncloa) > Alpedrete | Madrid (Moncloa) > Alpedrete | Madrid (Moncloa) > Alpedrete | Madrid (Moncloa) > Alpedrete | Madrid (Moncloa) > Alpedrete | Madrid (Moncloa) > Alpedrete | Madrid (Moncloa) > Alpedrete | Madrid (Moncloa) > Alpedrete | Madrid (Moncloa) > Alpedrete | Madrid (Moncloa) > Alpedrete | Alpedrete > Madrid (Moncloa) | Alpedrete > Madrid (Moncloa) | Alpedrete > Madrid (Moncloa) | Alpedrete > Madrid (Moncloa) | Alpedrete > Madrid (Moncloa) | Alpedrete > Madrid (Moncloa) | Alpedrete > Madrid (Moncloa) | Alpedrete > Madrid (Moncloa) | Alpedrete > Madrid (Moncloa) | Alpedrete > Madrid (Moncloa) | Alpedrete > Madrid (Moncloa) | Alpedrete > Madrid (Moncloa) | Alpedrete > Madrid (Moncloa) | Alpedrete > Madrid (Moncloa) | Alpedrete > Madrid (Moncloa) | Alpedrete > Madrid (Moncloa) | Alpedrete > Madrid (Moncloa) | Alpedrete > Madrid (Moncloa) | Alpedrete > Madrid (Moncloa) |
| 06 | 07                           | 08                           | 09                           | 10                           | 11                           | 12                           | 13                           | 14                           | 15                           | 16                           | 17                           | 18                           | 19                           | 20                           | 21                           | 22                           | 23                           | 05                           | 06                           | 07                           | 08                           | 09                           | 10                           | 11                           | 12                           | 13                           | 14                           | 15                           | 16                           | 17                           | 18                           | 19                           | 20                           | 21                           | 22                           | 23                           |
| 35 | 05 15 25 35 45 55            | 05 15 25 35 45 55            | 05 15 25 35 45               | 00 10 30                     | 00 30                        | 00 30 45                     | 00 15 30                     | 00 15 30 40 50               | 00 10 25 35 45               | 00 20 40                     | 00 25 45                     | 00 25 40 50                  | 00 10 20 30 40               | 00 10 20 40 50               | 00 30 45                     | 00 30 45                     |                              | 45                           | 15 25 35 45 55d              | 00 08 16 24 32 40 48d 55     | 05 15 35 45                  | 05 15 35                     | 00 30 45                     | 00 15 30                     | 00 30                        | 00 30 45                     | 00 10 20 45                  | 00 15 45 55                  | 05 15 40 55                  | 10 20 30 40                  | 00 10 20 40                  | 00 20 40 50                  | 00 15 30 40                  | 00 15 30 45                  |                              | 00x                          |
| Sábados laborables, domingos y festivos                                                                                 |                              |                              |                              |                              |                              |                              |                              |                              |                              |                              |                              |                              |                              |                              |                              |                              |                              |                              |                              |                              |                              |                              |                              |                              |                              |                              |                              |                              |                              |                              |                              |                              |                              |                              |                              |                              |
| Madrid (Moncloa) > Alpedrete                                                                                            | Madrid (Moncloa) > Alpedrete | Madrid (Moncloa) > Alpedrete | Madrid (Moncloa) > Alpedrete | Madrid (Moncloa) > Alpedrete | Madrid (Moncloa) > Alpedrete | Madrid (Moncloa) > Alpedrete | Madrid (Moncloa) > Alpedrete | Madrid (Moncloa) > Alpedrete | Madrid (Moncloa) > Alpedrete | Madrid (Moncloa) > Alpedrete | Madrid (Moncloa) > Alpedrete | Madrid (Moncloa) > Alpedrete | Madrid (Moncloa) > Alpedrete | Madrid (Moncloa) > Alpedrete | Madrid (Moncloa) > Alpedrete | Madrid (Moncloa) > Alpedrete | Madrid (Moncloa) > Alpedrete | Alpedrete > Madrid (Moncloa) | Alpedrete > Madrid (Moncloa) | Alpedrete > Madrid (Moncloa) | Alpedrete > Madrid (Moncloa) | Alpedrete > Madrid (Moncloa) | Alpedrete > Madrid (Moncloa) | Alpedrete > Madrid (Moncloa) | Alpedrete > Madrid (Moncloa) | Alpedrete > Madrid (Moncloa) | Alpedrete > Madrid (Moncloa) | Alpedrete > Madrid (Moncloa) | Alpedrete > Madrid (Moncloa) | Alpedrete > Madrid (Moncloa) | Alpedrete > Madrid (Moncloa) | Alpedrete > Madrid (Moncloa) | Alpedrete > Madrid (Moncloa) | Alpedrete > Madrid (Moncloa) | Alpedrete > Madrid (Moncloa) | Alpedrete > Madrid (Moncloa) |
| 06 | 07                           | 08                           | 09                           | 10                           | 11                           | 12                           | 13                           | 14                           | 15                           | 16                           | 17                           | 18                           | 19                           | 20                           | 21                           | 22                           | 23                           | 05                           | 06                           | 07                           | 08                           | 09                           | 10                           | 11                           | 12                           | 13                           | 14                           | 15                           | 16                           | 17                           | 18                           | 19                           | 20                           | 21                           | 22                           | 23                           |
| | 25                           | 20                           | 10                           | 00 45                        | 50                           | 50                           | 35                           | 15                           | 10                           | 00                           | 25 40 55                     | 15                           | 00 40                        | 20 50                        | 30                           | 00 45                        | 15g                          |                              | 25                           | 15                           | 00 45                        | 30                           | 45                           | 45                           | 30                           | 10                           | 00                           | 00                           | 15 30 45                     | 05 45                        | 30                           | 00 15                        | 05 30                        | 30                           | 00                           | 20                           |
| g - Continúa a Guadarrama. d - Directo, sin paso por Collado Villalba x - Sólo viernes laborables y vísperas de festivo |                              |                              |                              |                              |                              |                              |                              |                              |                              |                              |                              |                              |                              |                              |                              |                              |                              |                              |                              |                              |                              |                              |                              |                              |                              |                              |                              |                              |                              |                              |                              |                              |                              |                              |                              |                              |

## Recorrido y paradas

### Sentido Alpedrete
| Código                                                                 | Parada                                          | Común con                     | Conexiones con Metro y Cercanías | Municipio        | Zona |
| ---------------------------------------------------------------------- | ----------------------------------------------- | ----------------------------- | -------------------------------- | ---------------- | ---- |
| 17480                                                                  | Intercambiador de Moncloa (Dársena 21)          | 691                           | Moncloa                          | Madrid           |      |
| 17849                                                                  | Ctra. A-6 - Fonda Trinidad                      | 682 683 684 685 688 691 6     |                                  | Collado Villalba |      |
| 06036                                                                  | Av. Juan Carlos I - Zoco                        | 682 683 684 685 688           |                                  | Collado Villalba |      |
| 20123                                                                  | Av. Juan Carlos I - Planetocio                  | 660 664 682 683 684 685 688 3 |                                  | Collado Villalba |      |
| 10179                                                                  | Tejar - Est. Los Negrales                       | 682 683 685                   | Los Negrales                     | Alpedrete        |      |
| 17970                                                                  | Av. Llanos - Residencia Geriátrica              | 682 683 685                   |                                  | Alpedrete        |      |
| 12109                                                                  | Av. Llanos - Urb. Arroyo de los Sauces          | 682 683 685                   |                                  | Alpedrete        |      |
| 15506                                                                  | Ctra. M-619 - Colegio                           | 680 682 685                   |                                  | Alpedrete        |      |
| 12511                                                                  | Doctor Varela - Cantera                         | 680 682 685                   |                                  | Alpedrete        |      |
| 10173                                                                  | Pza. Constitución - Centro de mayores           | 680 682 685                   |                                  | Alpedrete        |      |
| 15610                                                                  | Av. Canteros - Fuente                           | 680 682 685                   | Alpedrete                        | Alpedrete        |      |
| 15609                                                                  | San José - Urb. Las Rocas                       | 680 682 685                   |                                  | Alpedrete        |      |
| 12708                                                                  | Ctra. M-619 - Escorial                          | 680 682 685                   |                                  | Alpedrete        |      |
| 12710                                                                  | Ctra. M-619 - Club Deportivo Guadarrama         | 680 682 685                   |                                  | Alpedrete        |      |
| La expedición que continúa a Guadarrama realiza las siguientes paradas |                                                 |                               |                                  |                  |      |
| 09251                                                                  | Hospital Guadarrama - Urb. Fresnos de la Jarosa | 660 680 682 684 685 688       |                                  | Guadarrama       |      |
| 09253                                                                  | Alfonso Senra - Pza. Mayor                      | 682 684 685 4                 |                                  | Guadarrama       |      |
| 16704                                                                  | Dr. Fleming - Ctra. N-VI                        | 682 685                       |                                  | Guadarrama       |      |
| 16658                                                                  | San Macario - Urb. La Jarosa                    | 682 685                       |                                  | Guadarrama       |      |
| 16656                                                                  | San Macario - Av. Serrana                       | 682 685                       |                                  | Guadarrama       |      |
| 16654                                                                  | Av. Serrana - Ctra. N-VI                        | 682 685                       |                                  | Guadarrama       |      |

### Sentido Madrid
NOTA: Las expediciones que circulan por el carril BUS-VAO de la A-6 no realizan las paradas sombreadas en azul. Las expediciones sin paso por Collado Villalba no realizan las paradas sombreadas en rosa y azul (circula por BUS-VAO).
| Código | Parada                                     | Común con                                        | Conexiones con Metro y Cercanías | Municipio        | Zona |
| ------ | ------------------------------------------ | ------------------------------------------------ | -------------------------------- | ---------------- | ---- |
| 12711  | Ctra. M-619 - Club Deportivo Guadarrama    | 680 685                                          |                                  | Alpedrete        |      |
| 12709  | Ctra. M-619 - Escorial                     | 680 685                                          |                                  | Alpedrete        |      |
| 10175  | Pza. Guadarrama - Urb. Las Rocas           | 680 685                                          |                                  | Alpedrete        |      |
| 10176  | Av. Canteros - Zarzales                    | 680 685                                          | Alpedrete                        | Alpedrete        |      |
| 10174  | Berrocales - Av. Canteros                  | 680 685                                          |                                  | Alpedrete        |      |
| 12513  | Maestro - Centro Cultural                  | 680 685                                          |                                  | Alpedrete        |      |
| 15507  | Ctra. M-619 - Colegio                      | 680 685                                          |                                  | Alpedrete        |      |
| 10178  | Av. Llanos - Urb. Arroyo de los Sauces     | 683 685                                          |                                  | Alpedrete        |      |
| 17969  | Av. Llanos - Residencia Geriátrica         | 683 685                                          |                                  | Alpedrete        |      |
| 10177  | Tejar - Est. Los Negrales                  | 683 685                                          | Los Negrales                     | Alpedrete        |      |
| 06405  | Av. Juan Carlos I - Planetocio             | 660 664 682 683 684 685 688 3                    |                                  | Collado Villalba |      |
| 06516  | Av. Juan Carlos I - Zoco                   | 660 664 671 672 672A 673 682 683 684 685 688 691 |                                  | Collado Villalba |      |
| 06391  | Av. Juan Carlos I - Puente de los Delfines | 682 683 684 685 688 691 2                        |                                  | Collado Villalba |      |
| 06515  | Honorio Lozano - Av. Juan Carlos I         | 682 683 684 685 688 691                          |                                  | Collado Villalba |      |
| 23     | Estadística - Geografía e Historia         | Autobuses interurbanos del Corredor 6            |                                  | Madrid           |      |
| 1333   | Escuela Agronómica                         | Autobuses interurbanos del Corredor 6            |                                  | Madrid           |      |
| 17480  | Intercambiador de Moncloa (Dársena 21)     | 691                                              | Moncloa                          | Madrid           |      |

## Galería de imágenes

Mapa de la distribución de dársenas del intercambiador de Moncloa con la distribución de cabeceras de las líneas de autobuses, entre las que aparece la línea 681.